# Кинокопировальный аппарат
Кинокопирова́льный аппара́т — устройство для получения с оригинального негатива фильма его позитивных копий на киноплёнке. В классической «оптической» технологии кинопроизводства кинокопировальный аппарат служит для печати прокатных фильмокопий, а также интерпозитивов, дубльнегативов и промежуточных контратипов при изготовлении титров и спецэффектов. При цифровом фильмопроизводстве кинокопировальные аппараты используются для тиражирования плёночных фильмокопий с мастер-позитива, полученного при помощи фильм-рекордера с цифровой мастер-копии. Кинокопировальные аппараты различных типов могут осуществлять оптическую или контактную печать.

## Классификация
По способу печати и движению киноплёнок кинокопировальные аппараты делятся на 4 основных типа:
- контактной печати с прерывистым движением плёнок (контактной прерывистой печати) — главным образом, для промежуточной и эталонной печати;
- контактной печати с непрерывным движением плёнок (контактной непрерывной печати, «ротационные») — для массовой печати;
- оптической печати с прерывистым движением плёнок (оптической прерывистой печати) — для трюковой, комбинированной печати и для печати дубльнегатива при переводе формата;
- оптической печати с непрерывным движением плёнок (оптической непрерывной печати) — для печати 16-мм и 8-мм фильмокопий через подложку[4];

Наибольшее распространение в кинопроизводстве получили аппараты ротационной печати, то есть непрерывной контактной, и аппараты прерывистой оптической печати. 
Почти во всех кинокопировальных аппаратах возможна печать оптической совмещённой фонограммы на фильмокопии одновременно с изображением. В аппаратах прерывистой печати для копирования фотографической фонограммы предусмотрен отдельный барабан с непрерывным движением, поскольку её печать возможна только при непрерывном движении носителя. Для повышения равномерности экспозиции при печати звуковой дорожки барабан может снабжаться дополнительным маховиком. В аппаратах с непрерывным движением печать фонограммы может происходить на общем барабане с изображением, или на таком же отдельном. При массовой печати фильмокопии печатаются с интернегатива, содержащего изображение и фонограмму на одной киноплёнке, поэтому дополнительный звукоблок не требуется. Современные цифровые фонограммы печатаются контактным способом специальным сменным блоком, выбираемым в зависимости от стандарта фонограммы.
По конструкции кинокопировальные аппараты делятся ещё на два типа:
- предназначенные для установки в помещениях с неактиничным освещением;
- аппараты для установки в светлом помещении;

Последняя разновидность кинокопировальных аппаратов оснащена светонепроницаемым корпусом и кассетами для киноплёнки. Для массовой печати предназначаются, главным образом аппараты, устанавливаемые в затемнённом помещении, поскольку такая конструкция облегчает одновременное обслуживание нескольких копировальных машин. Производительность современных аппаратов массовой печати может достигать 10—15 тысяч погонных метров в час. На крупных кинокопировальных фабриках практикуется непосредственное сопряжение лентопротяжных трактов кинокопировального аппарата с проявочной машиной, ускоряющее процесс получения фильмокопий.

## Контактная печать
При контактной печати негатив фильма и позитивная киноплёнка, прижатые эмульсионными слоями друг к другу, прерывисто или непрерывно передвигаются мимо источника света, осуществляющего экспонирование светочувствительной киноплёнки через негатив или контратип. Основные размеры копируемых областей изображения и фонограммы при контактной печати в России регламентируются ГОСТ 13137—82.
На рисунке вверху представлена схема простейшего аппарата контактной печати с непрерывным движением киноплёнки. Негатив (контратип) фильма сматывается с бобины N1 и через ролик R попадает на печатающий зубчатый барабан D. Из одинарной светонепроницаемой кассеты K1 на этот же барабан поверх негатива сматывается светочувствительная плёнка из рулона P1. Зубчатый барабан представляет собой два синхронно вращающихся венца с общим приводом и промежутком между ними. Лампа накаливания L в кожухе M осуществляет экспонирование через щель F, мимо которой передвигаются оригинал и свежая плёнка, прижатые друг к другу. Затем плёнки сматываются на бобину N2 и в кассету K2 в рулон. После лабораторной обработки экспонированной в аппарате плёнки получают позитив или промежуточный контратип. 
При таком способе печати экспозиция, получаемая светочувствительной плёнкой, помимо оптической плотности оригинала и мощности лампы, зависит от скорости вращения печатающего барабана и ширины щели F. Чем шире щель, тем больше экспозиция при той же производительности печати, и тем меньше влияние неравномерности вращения барабана на стабильность плотности копии. В то же время, увеличение ширины печатающей щели, снижает резкость, вследствие неизбежного взаимного проскальзывания плёнок за время экспозиции. Уменьшение ширины щели позволяет свести смазывание к минимуму, повысив качество изображения и фонограммы. В большинстве советских 35-мм кинокопировальных аппаратов ширина печатающей щели составляла 4—5 мм. Также для уменьшения взаимного перемещения плёнок перфорация негативных и контратипных киноплёнок изготавливается с более коротким шагом, чем перфорация позитивной. Это компенсирует разницу в скоростях плёнок, образующуюся за счёт разницы их путей по поверхности печатающего барабана. Для стандартной 35-мм киноплёнки при одинаковой усадке разница шага кадра негативной и позитивной плёнок составляет 0,04 мм, что соответствует разнице хода при стандартном диаметре барабана 96,4 мм.
Печать с непрерывным движением плёнки приводит к наименьшему износу негатива и обеспечивает его максимальную тиражеустойчивость благодаря отсутствию скачкового механизма и малой нагрузке на перфорацию. Поэтому, она применяется, главным образом, при массовом производстве фильмокопий для кинопроката. Из советских аппаратов такой способ печати реализован, например в машинах «12Р—23» и «УКА».
В большинстве случаев машины массовой печати снабжены двухсторонним ходом, позволяя тиражировать позитивы без перемотки контратипа. При нечётных проходах печать ведётся от начала оригинала к его концу, а при чётных — наоборот. Такая технология, получившая название реверсивной печати, значительно снижает износ негатива и дубльнегатива. Безостановочная печать предусматривает склейку оригинала, заряженного в специальный магазин, в кольцо. При этом, за счёт организации непрерывной подачи свежей киноплёнки, возможна печать без остановки и перезарядки кинокопировального аппарата.

## Оптическая печать
При оптической печати светочувствительная киноплёнка экспонируется изображением, построенным объективом. Движение киноплёнки в таких кинокопировальных аппаратах (например, советском «23ЛТО—1») в основном прерывистое, и осуществляется грейферным механизмом вследствие его наибольшей точности из всех скачковых. Однако, существуют и аппараты оптической печати с непрерывным движением киноплёнок, позволяющие снизить износ оригинала и получить другие выгоды. Применяется для печати узкоплёночных фильмокопий, главным образом на 8-мм киноплёнке. При оптической печати возможна печать фильмокопий формата, отличного от исходного. Например, с 35-мм негатива возможна печать 16-мм фильмокопий с уменьшением, а 35-мм широкоэкранный анаморфированный негатив может быть увеличен до широкоформатных копий на плёнке 70-мм. Оптическая печать необходима при использовании для съёмки фильма производственных форматов негатива, например, «Технископ» или «Супер-35». Производственные форматы непригодны для изготовления фильмокопий и с них производится оптическая печать в прокатных форматах — кашетированном, широкоэкранном или широкоформатном. 
Перевод формата осуществляется, как правило на этапе печати дубльнегатива, поскольку для массового тиражирования фильмокопий оптическая печать с прерывистым движением киноплёнки невыгодна из-за невысокой производительности.
Кроме того, при оптической печати возможен перевод широкоэкранных форматов в обычный или узкоплёночные форматы с классическим соотношением сторон кадра. В большинстве случаев такой перевод приводит к обрезке большой части кадра при пансканировании. Из советских кинокопировальных аппаратов для выкопировки части изображения широкоформатного кадра в обычный формат была пригодна машина «23РТО—1», а на узкую киноплёнку 16-мм с такого же негатива печать производилась аппаратом «23ЮТО—1». Такая технология часто применялась при печати фильмокопий для провинциальных кинотеатров и сельских кинопередвижек, не оснащённых широкоэкранной проекцией.

## Трюкмашина
Кроме тиражирования фильмов и перевода одного формата в другой, до появления цифровых технологий, оптическая печать применялась в кинематографе для изготовления трюковых и комбинированных кадров, поликадровых композиций и для впечатывания титров в изображение. Такие кинокопировальные аппараты получили название трюкмашина и позволяют печатать на одной киноплёнке изображение с разных негативов (контратипов) и в несколько экспозиций. Например, на киностудии «Мосфильм» использовалась машина оптической трюковой печати «70—ТМ», предназначенная для изготовления комбинированных кадров на широкоформатной киноплёнке шириной 70-мм.
На снимке представлена машина комбинированной оптической печати, состоящая из двух кинопроекторов и одного киносъёмочного аппарата. Буквами обозначены: A — кадровое окно первого проектора, а В — объектив, проецирующий изображения первого и второго проекторов в окно С. D — объектив киносъёмочного аппарата. Е — лупа, а F — регулятор угла раскрытия обтюратора киносъёмочного аппарата, установленного на основании G.
Кроме совмещения разных изображений и впечатывания титров, в оптической технологии кинопроизводства трюкмашины использовались для осуществления монтажных переходов между соседними кадрами, таких как «шторка», «наплыв» и «затемнение». Для этого изготавливались промежуточные позитивы с плавно изменяющейся от кадрика к кадрику плотностью, которые совмещались на общем дубльнегативе в кинокопировальном аппарате. Подобным образом изготавливались различные «шторки», фигурные вытеснения. Изменение темпа движения, снятого со стандартной частотой, также происходило при помощи трюк-машин. Для этого каждый кадрик негатива печатался на копии дважды, трижды или другое количество раз, в зависимости от требуемой степени замедления. Пропуская печать кадриков негатива, можно было ускорить темп движения на экране. Такая трансформация исходного изображения с дополнительной возможностью его наклона или масштабирования могла осуществляться трюкмашиной «23КТС-1». Однако в большинстве случаев изменение темпа движения на экране достигается регулировкой частоты киносъёмки, а такие приёмы печати используются только для создания некоторых художественных эффектов или при отсутствии подходящего материала. Большинство монтажных переходов может изготавливаться также на машинах промежуточной печати или химической обработкой контратипов.

## Промежуточная печать
Кроме упомянутых принципов классификации, кинокопировальные аппараты подразделяются на аппараты массовой печати, предназначенные для тиражирования фильмов, и аппараты для печати служебных и промежуточных копий, например, рабочего позитива или монтажных фильмокопий. Последние, например 25КТК—1, являлись неотъемлемой частью классической «оптической» технологии кинопроизводства и имелись на каждой киностудии в копировальном отделении цеха обработки плёнок. От аппаратов массовой печати, рассчитанных на печать «в одном свету» с выровненного по плотности и цветоперадаче дубльнегатива, студийные аппараты отличаются более высокой точностью печати и наличием устройств изменения экспозиции, позволяя печатать выровненные копии с оригинального негатива, имеющего неизбежные отклонения от идеальной плотности и цветопередачи. Для этого в таких машинах применяется световой паспорт. 
Механизм таких аппаратов, предназначенных для печати служебных и эталонных фильмокопий, осуществляет прерывистое передвижение киноплёнки, и способен изменять экспозицию в момент смены кадра, перемещая паспорт во время перекрытия света обтюратором. Кроме того, такие аппараты обладают возможностью цветокоррекции, как при помощи светового паспорта для каждой сцены отдельно, так и общую в зависимости от используемого типа и партии позитивной киноплёнки. Кроме кадров негатива при промежуточной печати в обязательном порядке пропечатывается край его перфорации для отображения футажных номеров на рабочем позитиве.
При современной цифровой технологии фильмопроизводства Digital Intermediate печать промежуточных и контрольных копий не требуется, а коррекция плотности и цветопередачи производится при помощи компьютера.

## Иммерсионная печать
Для получения фильмокопий с негативов, имеющих механические повреждения, а также при печати высококачественного контратипа применяется иммерсионная печать. Эта технология основана на погружении киноплёнки в жидкость с показателем преломления, близким к эмульсионному слою и подложке, например — тетрахлорэтилен. Такой способ позволяет скрыть большинство механических дефектов исходного изображения и получить качественный позитив. Заполнение иммерсионной жидкостью зазора между киноплёнками исключает появление колец Ньютона. 
Известны три способа иммерсионной печати: с тонкослойным покрытием эмульсионного слоя при помощи аппликаторных роликов, «жидкостный канал», образуемый двумя стёклами, между которыми проходят киноплёнки и «полная иммерсия». В последнем случае весь лентопротяжный механизм кинокопировального аппарата с обеими киноплёнками погружается в резервуар, заполненный иммерсионной жидкостью. Полная иммерсия использовалась при печати промежуточных контратипов в классической «оптической» технологии кинопроизводства.
Большинство современных кинокопировальных машин пригодны для аппликаторной иммерсионной печати и имеют специальный шкаф для просушки негатива, после его погружения в иммерсионную жидкость.

## Любительская печать фильмов
Узкие киноплёнки любительских форматов (16-мм и менее) изначально не рассчитаны на копирование, и заряжаются в кинопроектор так же, как и в киносъёмочный аппарат: эмульсией к объективу. При использовании обращаемой плёнки такая зарядка обеспечивает на экране прямое изображение. Контактная печать классическим способом — эмульсия к эмульсии — в этом случае даёт на экране зеркальное изображение. Зарядка зеркально перевёрнутого позитива подложкой к объективу, как в 35 и 70-мм кинопроекторах, приводит к повышенному износу копии из-за особенностей конструкции лентопротяжного тракта, не рассчитанного на такой ход плёнки. Поэтому, узкие киноплёнки пригодны только для оптической печати или контактной через подложку направленным светом. В последнем случае резкость получаемого позитива снижается. Массовая печать узкоплёночных фильмокопий осуществлялась оптическим способом с 35-мм негатива.
В практике кинолюбительства печать фильмокопий существовала только в рамках любительских объединений из-за сложности и дороговизны копировального процесса. В СССР для этого небольшими партиями выпускались узкоплёночные кинокопировальные аппараты, например КАУ-16. Любительские кинокопировальные аппараты чаще всего были рассчитаны на формат 16-мм, для которого выпускались негативная и позитивная киноплёнки. Существовали также обращаемые киноплёнки специально для изготовления копий позитивов, полученных методом обращения, но они использовались, главным образом, на телевидении и рассчитаны на оптическую печать. Копировальная аппаратура любительского класса выполнялась по схеме контактной печати с прерывистым перемещением киноплёнки, как наиболее дешёвая и простая в эксплуатации. Некоторое время выпускались любительские кинокамеры «Экран», также пригодные для контактной печати 8-мм фильмов. Полученная копия была зеркальной и должна была заряжаться в проектор подложкой к объективу. С распространением дешёвых и качественных обращаемых киноплёнок любительская печать ушла в прошлое.

## Кинокопировальная фабрика
Массовая печать фильмокопий производится на кинокопировальных фабриках. В СССР существовали 6 крупных кинокопировальных фабрик, расположенных в Москве, Ленинграде, Новосибирске, Киеве, Рязани и Харькове. Кроме них, существовала Московская Лаборатория обработки цветных фильмов. В 1960-е годы они вместе ежегодно изготавливали фильмокопии различных форматов более 300 художественных фильмов и 750 документальных и научно-популярных. 
В настоящее время эти производства претерпели значительные изменения вследствие повсеместной замены плёночных кинотехнологий цифровыми и вытеснения узкоплёночных форматов видеозаписью. Распространение фильмокопий в современном кинематографе всё чаще происходит на жёстких дисках или по защищённому каналу через интернет с демонстрацией цифровыми кинопроекторами. Кроме того, описанная классическая технология фильмопроизводства в настоящее время не используется. Её сменила технология Digital Intermediate, не использующая киноплёнку на промежуточных стадиях. Оригинальный негатив сканируется специальным сканером и дальнейшая обработка изображения и монтаж происходят с помощью компьютера. Дубльнегатив фильма выводится с готовой цифровой мастер-копии при помощи фильм-рекордера, а кинокопировальные аппараты используются только для массовой печати плёночных фильмокопий с такого дубльнегатива.
В 2008 году в Химках запущена современная кинокопировальная фабрика «Конвейер», рассчитанная на выпуск более 200 фильмокопий в сутки.